# SN 1963A
SN 1963A – supernowa odkryta 22 stycznia 1963 roku w galaktyce MCG +05-36-32. W momencie odkrycia miała maksymalną jasność 18,10m.